# Psychophora sabinii
Psychophora sabinii är en fjärilsart som beskrevs av George Duryea Hulst 1902. Psychophora sabinii ingår i släktet Psychophora och familjen mätare. Arten är reproducerande i Sverige. Inga underarter finns listade.